# Cucina svedese

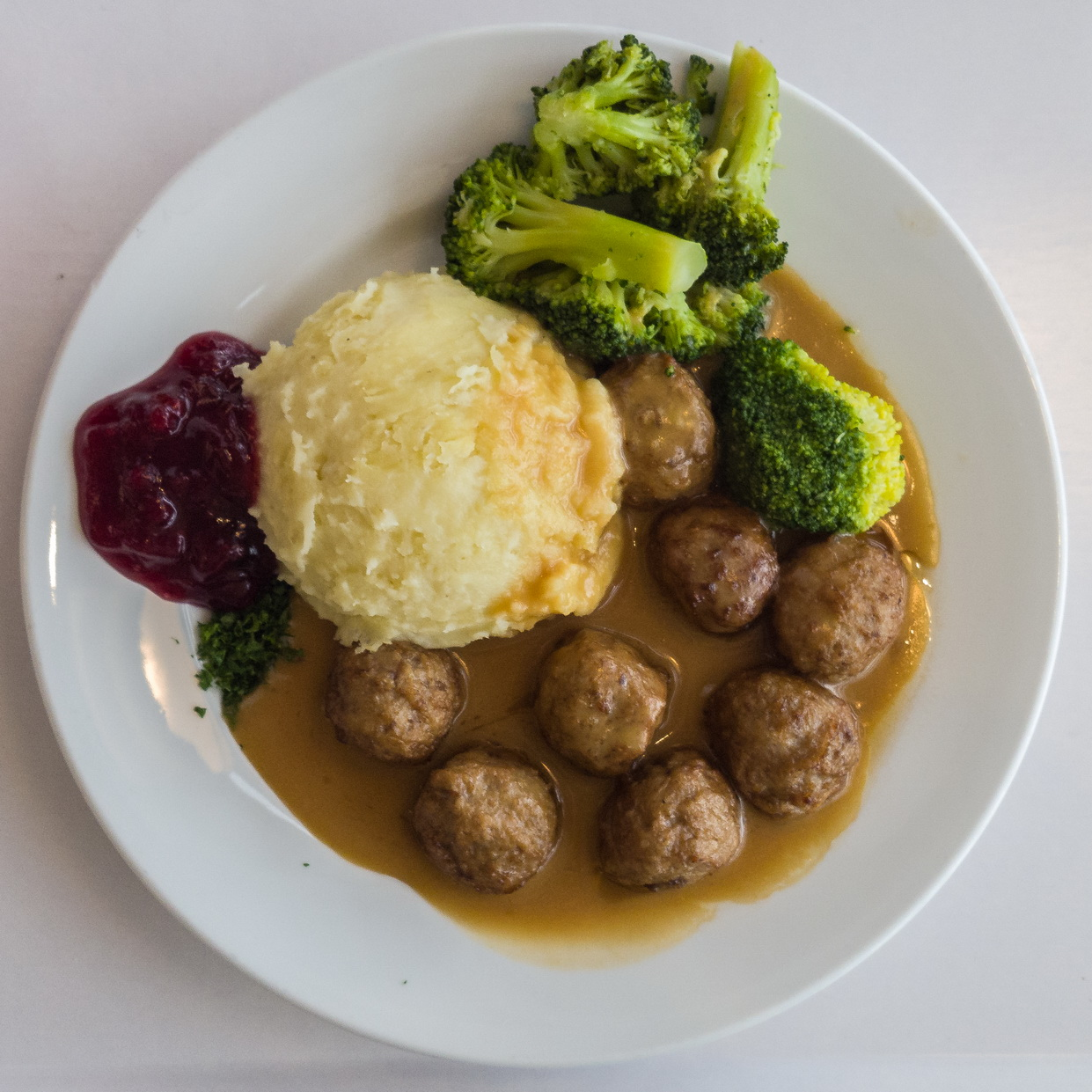
Köttbullar con brunsås, purè di patate, broccoli e marmellata di mirtilli rossi

La cucina svedese è l'espressione dell'arte culinaria sviluppata in Svezia. 

## Primi piatti
Tra i primi piatti, la cucina svedese annovera le zuppe, come la ärter med fläsk a base di carne di maiale e piselli e la zuppa a base di orzo (Tisdagssoppe).

## Piatti unici
Un piatto recente e piuttosto insolito della cucina svedese è il flygande Jacob, uno sformato a base di pollo, banane e arachidi inventato durante gli anni 1970.

## Piatti a base di pesce
Protagonista della cucina svedese è il pesce, in particolar modo l'aringa che viene preparata nei più diversi modi: affumicata, fritta, marinata, in umido o servita con salsa bianca. Piuttosto noto anche all'estero è lo smörgåskaviar, una pasta spalmabile a base di uova di merluzzo usata per la preparazione di sandwich e tartine.

## Piatti a base di carne
La carne viene usata molto meno rispetto al pesce; si usa carne di alce, vitello, renna e maiale. Viene spesso accompagnata da marmellate, fra le quali spicca di più la marmellata di mirtilli rossi. Nel nord della Svezia è popolare la pölsa, un pasticcio di frattaglie di maiale aromatizzato.
Le polpette svedesi, in svedese köttbullar, sono un piatto tipico spesso accompagnato con marmellata di mirtilli. Le köttbullar hanno origine turca, sembra infatti che re Carlo abbia portato a casa dai suoi cinque anni di permanenza in Turchia le polpette. Sono fatte di carne macinata, burro, panna e farina.
Durante il periodo natalizio è abitudine consumare il prosciutto natalizio: secondo la tradizione è un piatto di origine germanica, nato come tributo alla divinità pagana Freyr, come auspicio di fecondità.

## Dolci
Base di molti dolci della tradizione dolciaria svedese è lo zenzero, con cui si preparano dei biscotti natalizi, i Pepparkakor. 
Vi sono, inoltre, i lussekatt che sono dei dolci a base di uva passa e zafferano, i kanelbulle, tipici rotolini alla cannella divenuti oggi simbolo della cucina svedese anche all'estero e i chokladboll, palline al cocco e cioccolato facili da preparare. Un dolce tradizionale del periodo quaresimale è la Semla, un panino rotondo riempito di pasta di mandorle e panna montata. Altro dolce svedese è la zuppa di rosa canina, meglio conosciuta come nyponsoppa.
Torte tradizionali sono la kladdkaka, torta soffice al cioccolato comunemente consumata come dolce da caffè, la toscakaka, con glassa a base di mandorle e burro, e la prinsesstårta, torta farcita con crema, panna e marmellata e ricoperta di marzapane verde.

## Bevande
Tra i liquori degni di nota, vi è il punch, nato nella metà del XVIII secolo, epoca in cui il paese aveva un importante ruolo nel commercio mondiale e, attraverso la compagnia svedese delle Indie orientali, riuscire ad avere le spezie necessarie per produrlo. Al momento della nascita, era utilizzato come medicamento e consumato caldo. Solo verso la fine del XIX secolo si iniziò a consumarlo come bevanda a temperatura ambiente o anche freddo. Un'altra bevanda è il glögg svedese, simile al vin brulè, a base di vino (generalmente rosso) e spezia, servita calda e tipica del periodo natalizio in Svezia.
Tra le bevande analcoliche tipiche vi è lo blåbärssoppa, a base di mirtillo nero.

## Galleria d'immagini

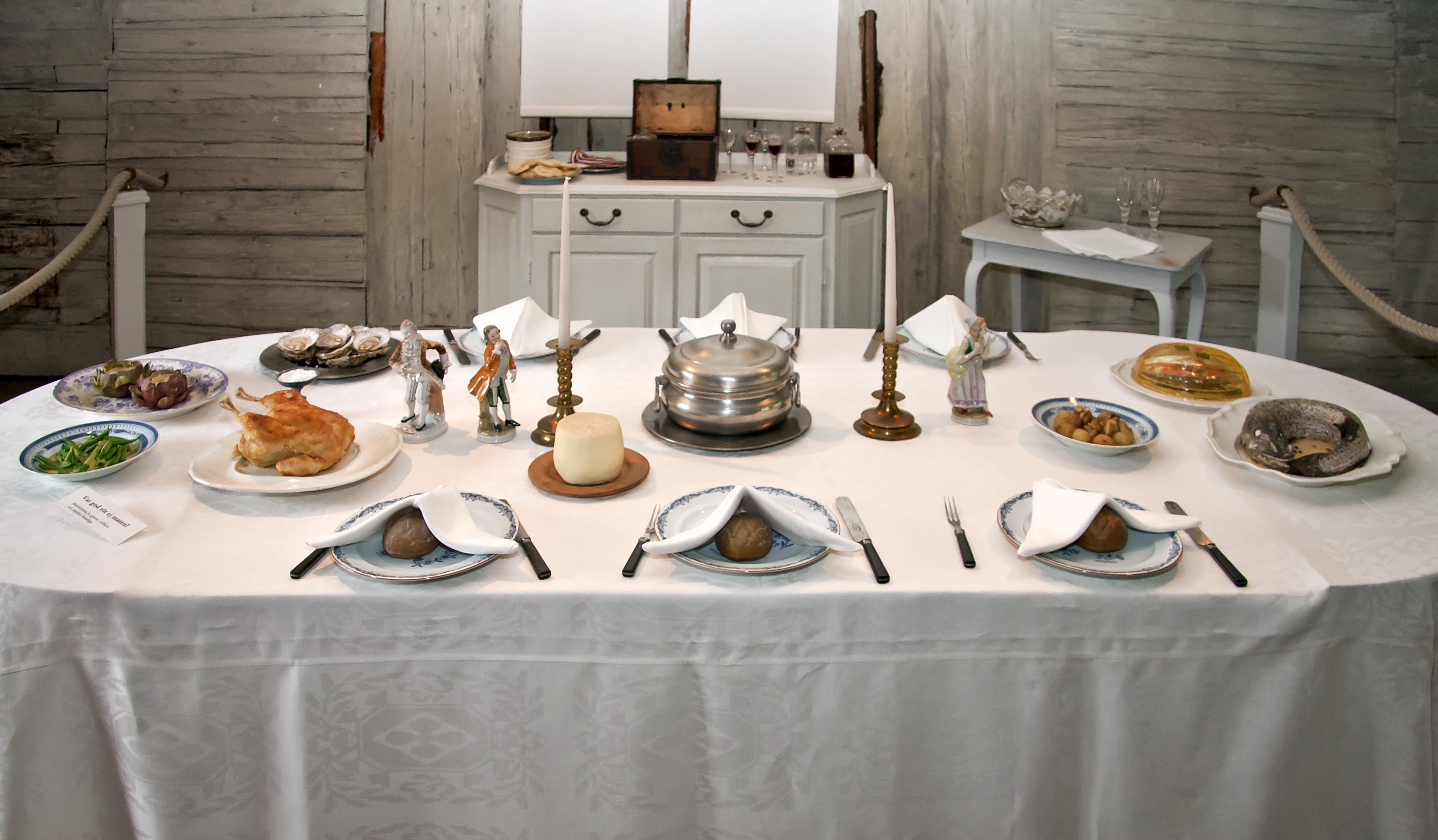
La tavola apparecchiata secondo Cajsa Warg, un famoso autore di libri di cucina
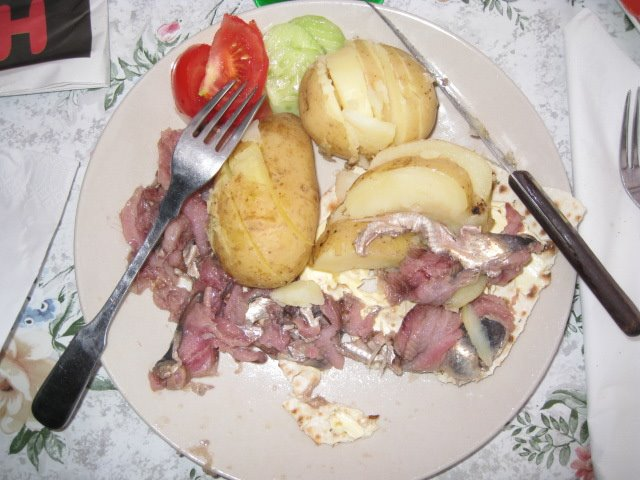
Pesce con insalata e patate bollite
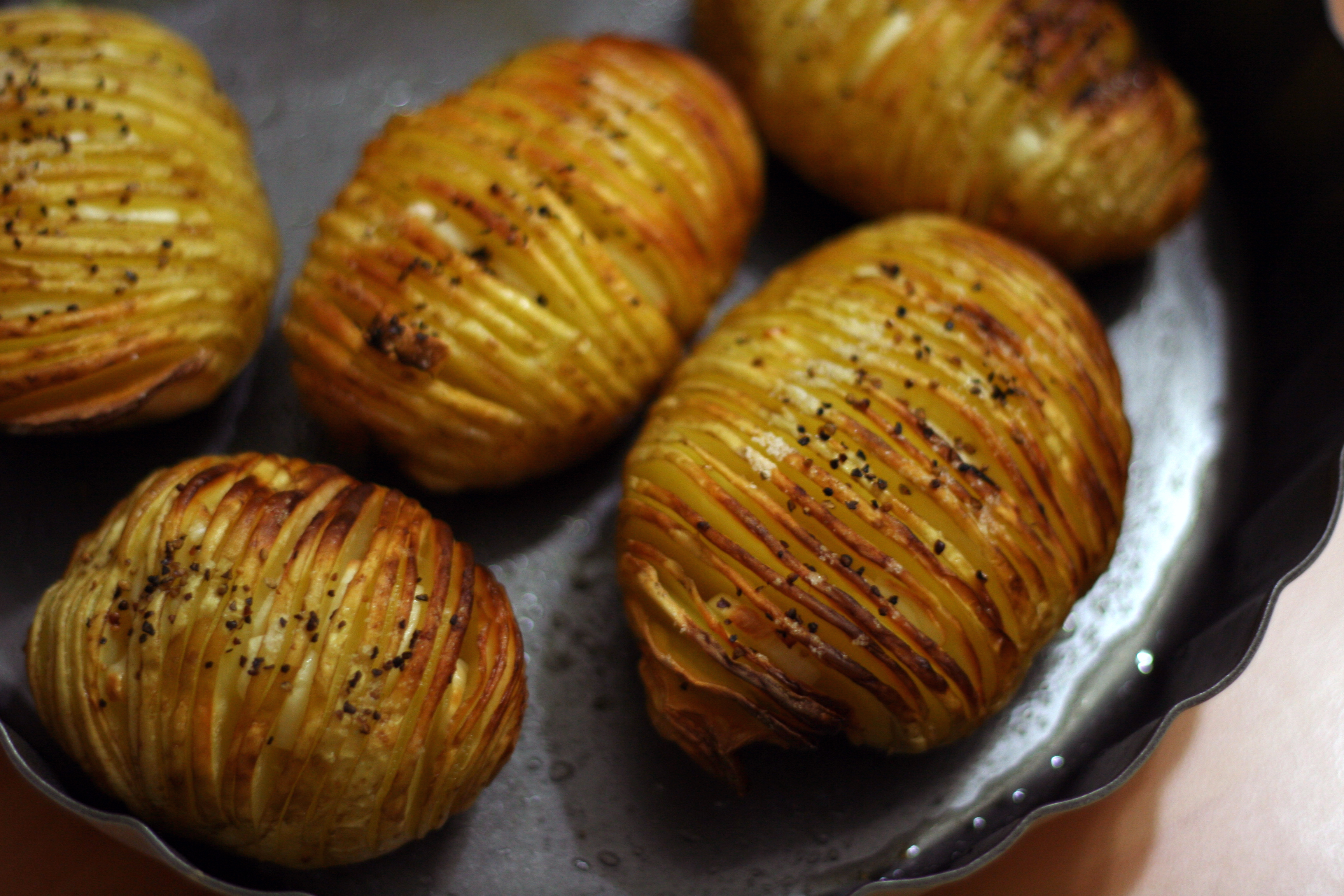
Hasselbackspotatis
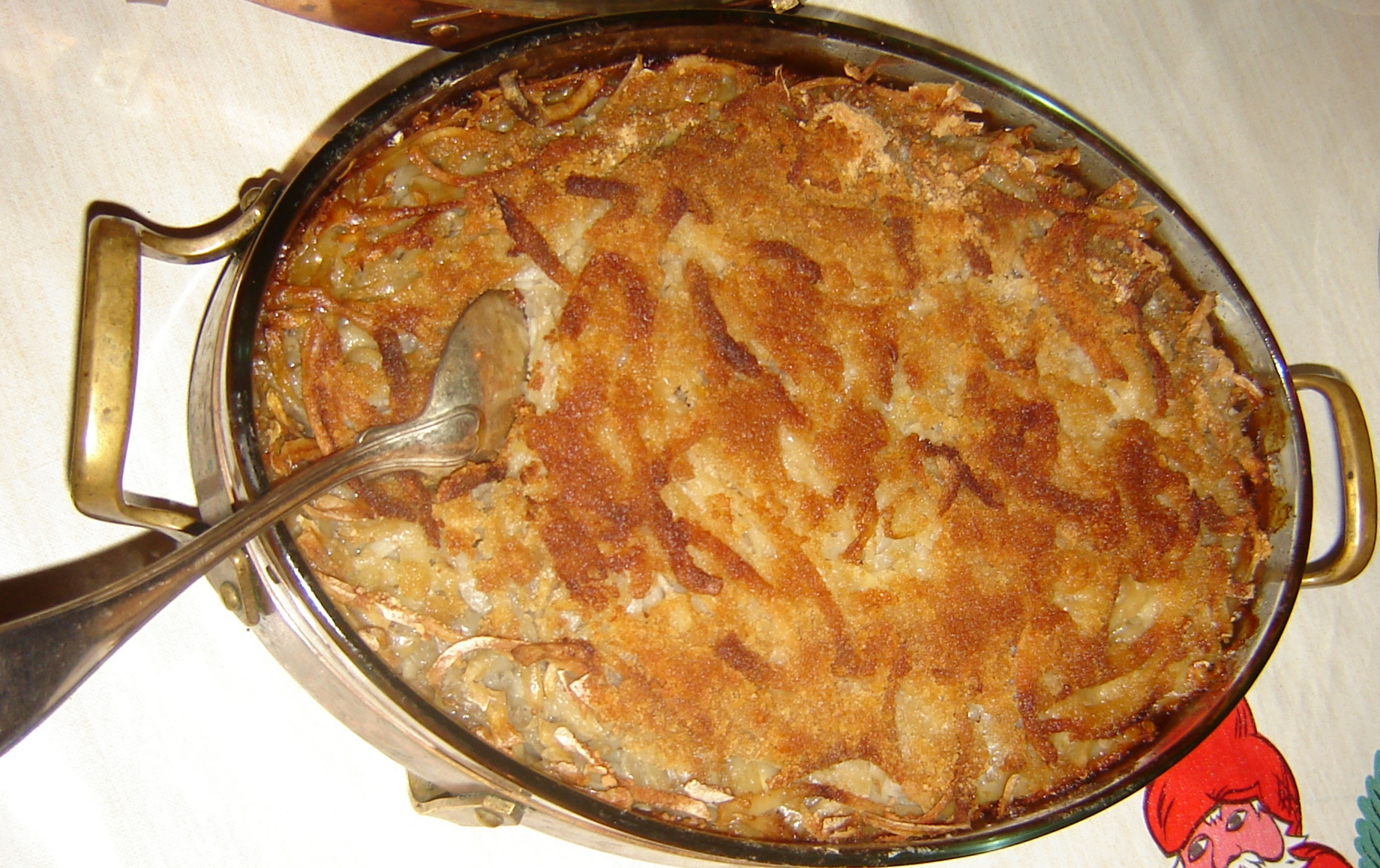
Janssons Frestelse
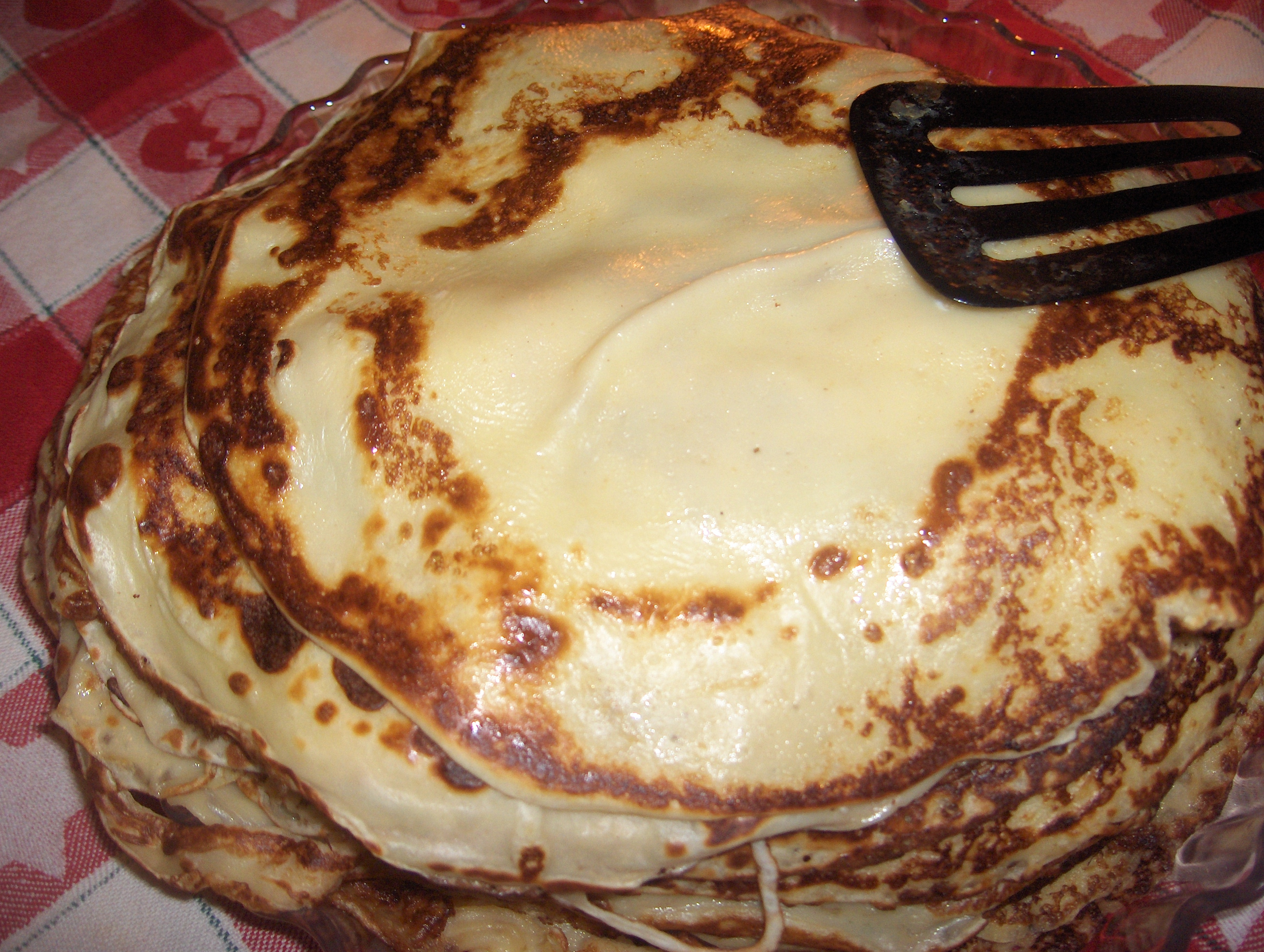
Pancake svedesi
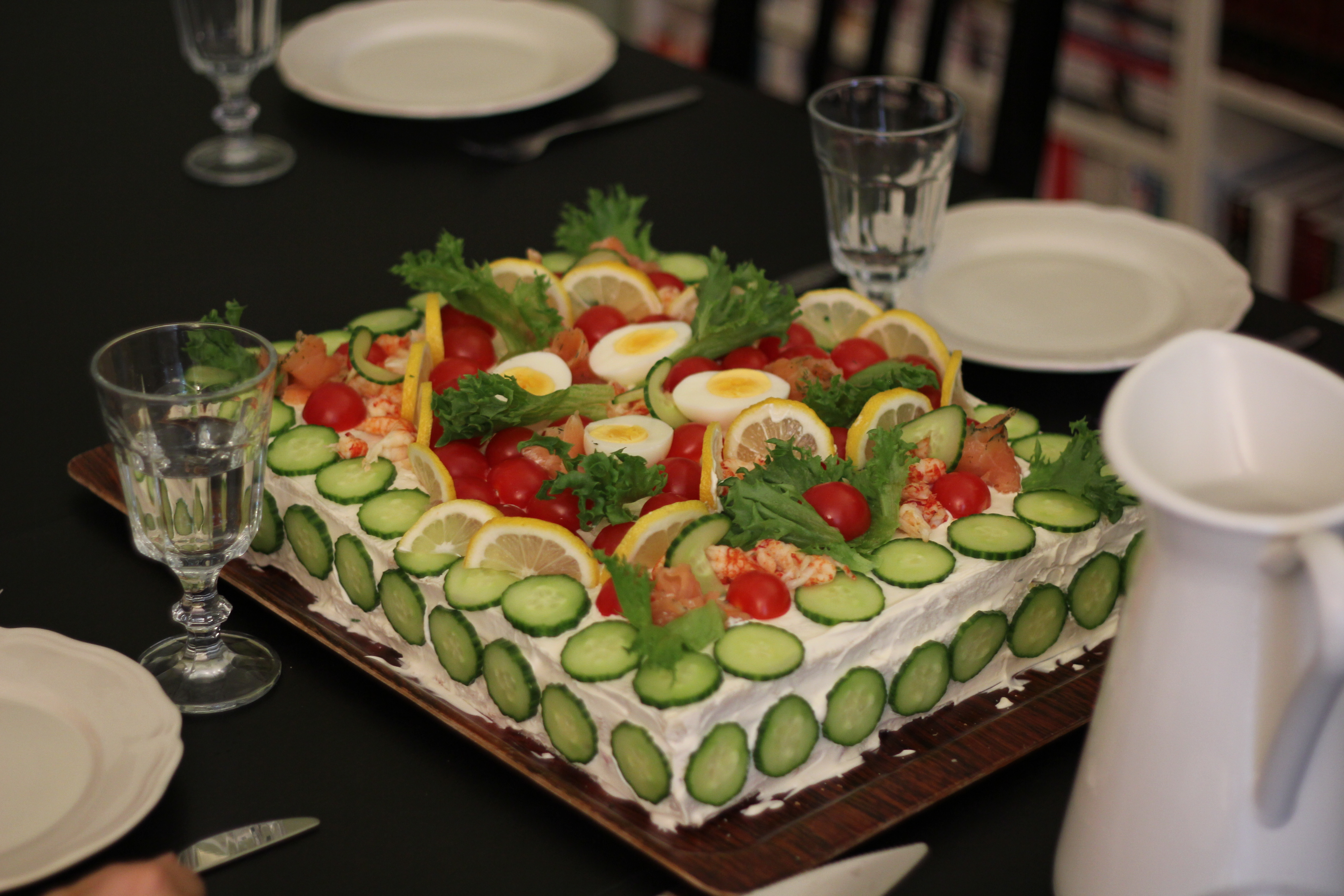
Smörgåstårta o torta sandwich, tipica delle feste
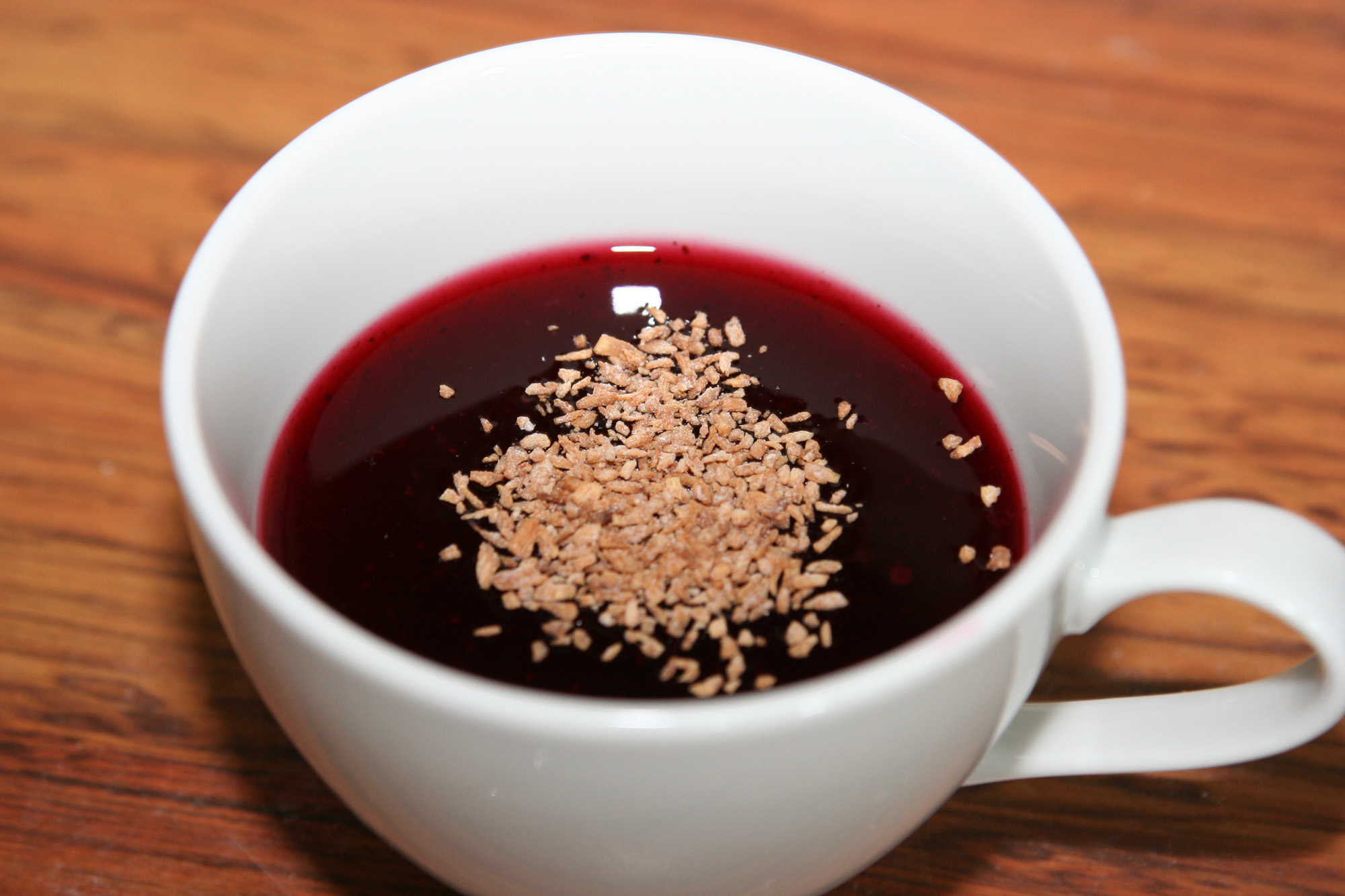
Il Blåbärssoppa